# I folli muoiono
I folli muoiono è un romanzo di Mario Puzo, pubblicato nel 1978.
Il romanzo racconta le trame, i giochi di potere e le angosce dello scrittore John Merlyn. Sullo sfondo una New York apparentemente pragmatica e razionale con le sue lotte di classe, una Las Vegas dipinta di luci e forme oscure ed una Hollywood che non teme il confronto con il mondo letterario e che tenta di soggiogarlo. Come sempre i personaggi di Mario Puzo si materializzano e assumono forma e carattere propri. Per ognuno di essi si può provare simpatia, compassione, fastidio, ammirazione ma mai odio, in ognuno di loro vi possiamo riflettere virtù e debolezze proprie. Perché I folli muoiono.

## Trama
Il protagonista è John Merlyn, che a Las Vegas, dove si è recato per scappare dai suoi doveri coniugali conosce Cully Cross. I due sono testimoni del suicidio di Jordan, un conoscente comune; questo episodio rafforzerà moltissimo la loro amicizia. A New York Merlyn, nonostante abbia pubblicato un primo romanzo, lavora nell'amministrazione della Riserva militare dove riceve tangenti per evitare ai giovani in età di leva il servizio militare attivo.
Finalmente la sorte arride a Merlyn, il quale ottiene un impiego nella testata letteraria diretta dallo scrittore di gran fama Osano e in seguito riesce a pubblicare un romanzo che conquista un discreto successo. Parallelamente anche l'amico Cully è riuscito ad acquisire successo e potere divenendo il vicepresidente di un importante casinò di Las Vegas.
A Merlyn viene proposto un contratto cinematografico e si trasferisce a Hollywood dove collabora con il produttore Malomar e intreccia una relazione amorosa con l'attrice Janelle. 
due gravi perdite segnano la vita di Merlyn: la morte del fratello maggiore, Artie, e quella di Malomar. In seguito alla morte del produttore lo studio cinematografico esclude sempre più Merlyn dalla sceneggiatura del film e lui ritorna stabilmente a vivere a New York, dopo aver interrotto la relazione con Janelle.
La morte coglie anche lo scrittore Osano, malato di sifilide, e l'amico Cully, ucciso in Giappone durante un'operazione bancaria illegale.
L'ultima morte che chiude il libro e quella di Janelle, deceduta a seguito di un'emorragia cerebrale.

## Edizioni in italiano
- Mario Puzo, I folli muoiono traduzione dall'inglese di Mercedes Giardini Ozzola, Dall'Oglio, Milano c1978
- Mario Puzo, I folli muoiono, Mondadori, Milano 1990
- Mario Puzo, I folli muoiono: romanzo, traduzione di Mercedes Giardini Ozzola, TEA, Milano 1997